# Фаворский, Андрей Максимович
Андре́й Макси́мович Фаворский (4 января 1929, Ат-Баши — 13 мая 2005, Москва) — советский конник, участник трёх Олимпийских игр. Мастер спорта СССР (1951), Заслуженный тренер РСФСР (1972).

## Биография
Родился в семье служащего. Начинал заниматься конным спортом в 1940 году в спортивном обществе «Пищевик» (Москва) вместе с Борисом Лиловым под руководством тренеров  Александра Таманова и Елиазара Левина. С 1949 года находился в составе конноспортивной команды ВВС МВО. С 1953 по 1977 год — в составе ЦСКА. Вышел в запас в звании майора.
С 1949 года участвовал в чемпионатах страны. С 1952 по 1964 год входил в сборную СССР по конкуру. С 1977 по 1980 год работал тренером в спортивном обществе «Труд». Среди его учеников — Виктор Матвеев. С 1980 по 1986 год был старшим тренером в школе высшего спортивного мастерства в Ташкенте, Термезе, Самарканде.
Победитель Спартакиады народов СССР 1959, имевшей статус чемпионата СССР, по преодолению препятствий в соревнованиях «Высший класс». Серебряный призёр Кубка СССР 1959, двукратный бронзовый призёр Кубка СССР (1956, 1963).
Участник Гамбургского дерби 1958 вместе с Юрием Андреевым и Эрнестом Шабайло под руководством Николая Шеленкова.
Участник трёх Олимпиад: 1956, 1960 и 1964 года.
В 1956 году участвовал в личном и командном конкуре. В индивидуальных соревнованиях занял 21-е место, став лучшим среди советских конников, в командных вместе с Владимиром Распоповым и Борисом Лиловым не смог финишировать.
В 1960 году в личном и командном конкуре вместе с Владимиром Распоповым и Эрнестом Шабайло также не смог финишировать.
В 1964 году вновь принимал участие в соревнованиях по личному и командному конкуру. В личном первенстве не финишировал, в командном вместе с Иваном Семёновым и Александром Пуртовым занял 11-е место.
Победитель Кубка наций по конкуру 1959 в команде с Эрнестом Шабайло, Борисом Лиловым и Владимиром Распоповым. Прошёл препятствия без штрафных очков.
Выступал на Манёвре — буром жеребце 1951 года рождения англо-венгерской породы. После завершения карьеры на Манёвре выступал ученик Фаворского Виктор Матвеев.
Похоронен на Ваганьковском кладбище.